# 피터 말러
피터 말러(Peter Robert Marler ForMemRS,1928년 2월 24일 – 2014년 7월 5일) [1]는 동물 언어와 조류 노래 과학에 대한 연구로 유명한 영국 태생의 미국 동물행동학자 및 생태학자이다. 1964년 구겐하임 펠로십(Guggenheim Fellow),이었으며 이후 그는 데이비스 캘리포니아 대학교의 신경 생물학, 생리학 및 생태학의 명예 교수였다.

## 멧참새의 노래학습
참새중 멧참새를 포함한  몇몇종은 노래를 학습하는 것으로 알려져있다. 피터 말러는 이러한 새들의 학습능력을 과학적으로 입증한 것으로 잘 알려져있다. 캘리포니아에 있는 흰관멧참새중 지역적으로 구분되는 노래 스펙트로그램을 보여주는 마린(Marin)지역과 버클리(Berkeley) 지역 그리고 선셋비치(Sunset beach)의 노래의 방언을 어린새의 민감기(생후 약 10일~50일사이)에 학습하는과정 및 성조(成鳥)시기(생후 150일 이후)에대한 연구를 보고한바있다.  이 연구는 새의 기억능력 ,학습능력,유전적 요인등의 선천적 요인과 후천적 요인의 지속적인 상호작용의 관련성등 여러 사실을 확인할 수 있는 중요한 정보를 보여준다.

## 같이 보기
- 말린 적